# Trifolium macrocephalum
Trifolium macrocephalum là một loài thực vật có hoa trong họ Đậu. Loài này được (Pursh) Poir. miêu tả khoa học đầu tiên.

## Hình ảnh

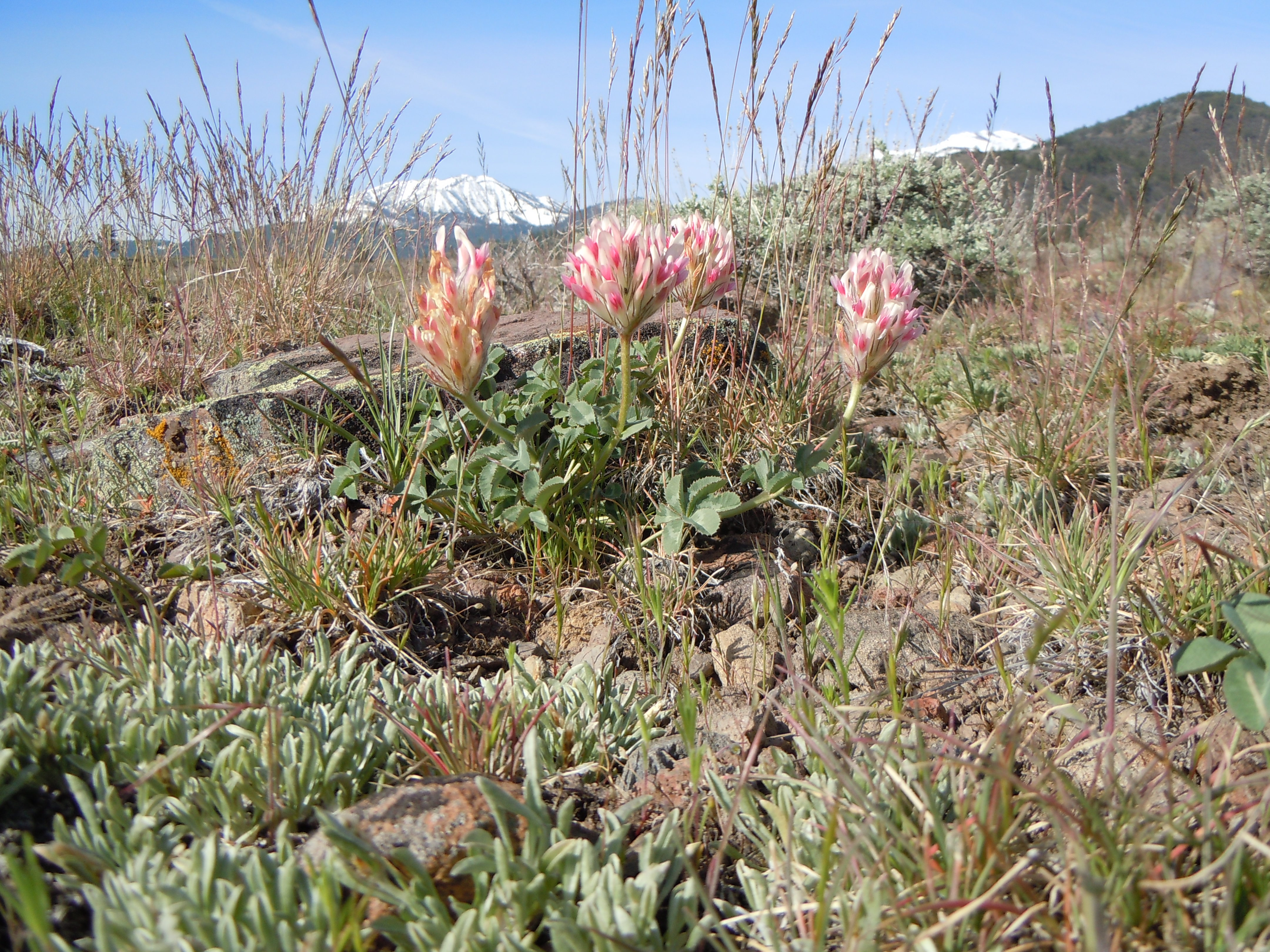
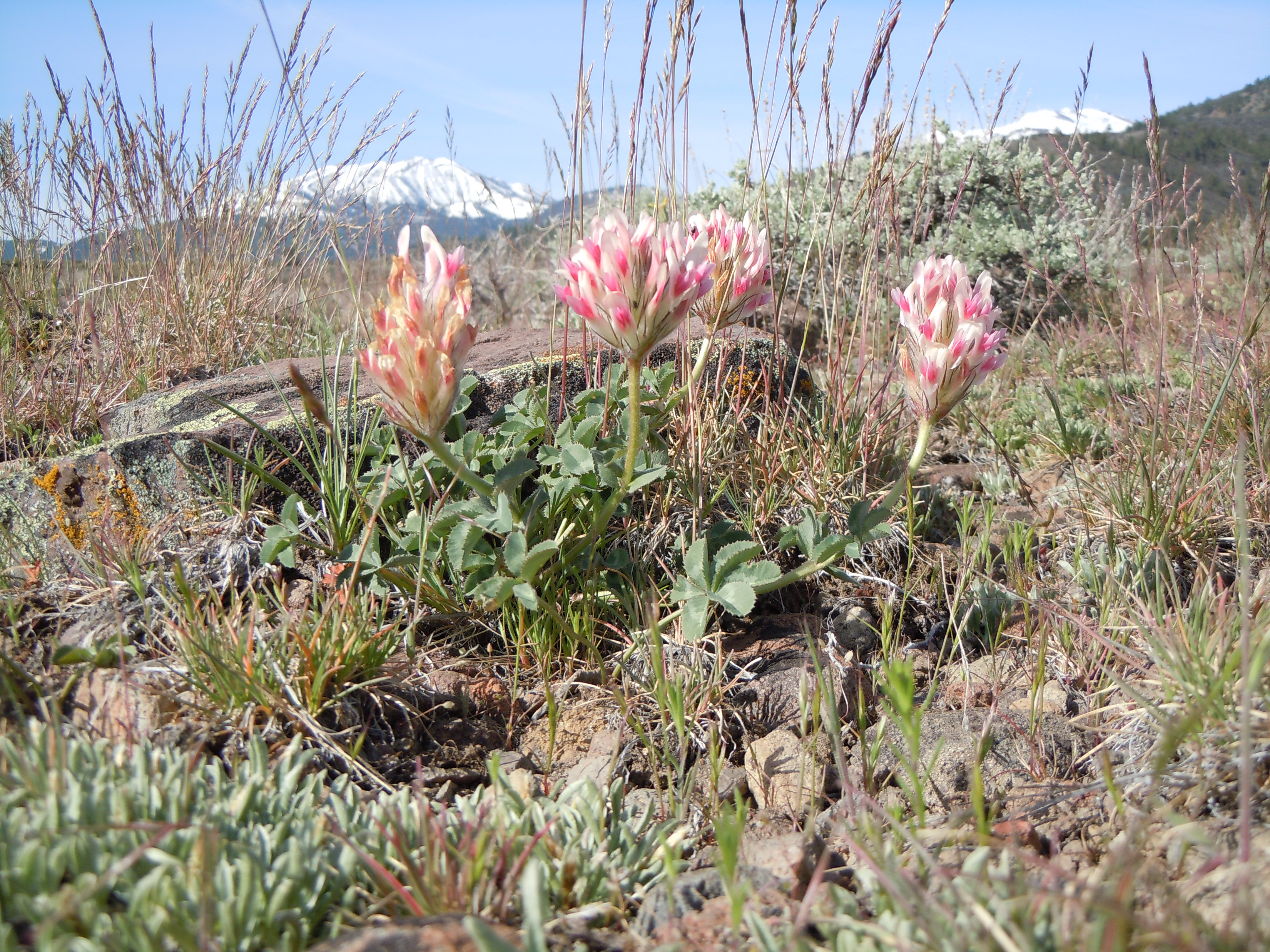
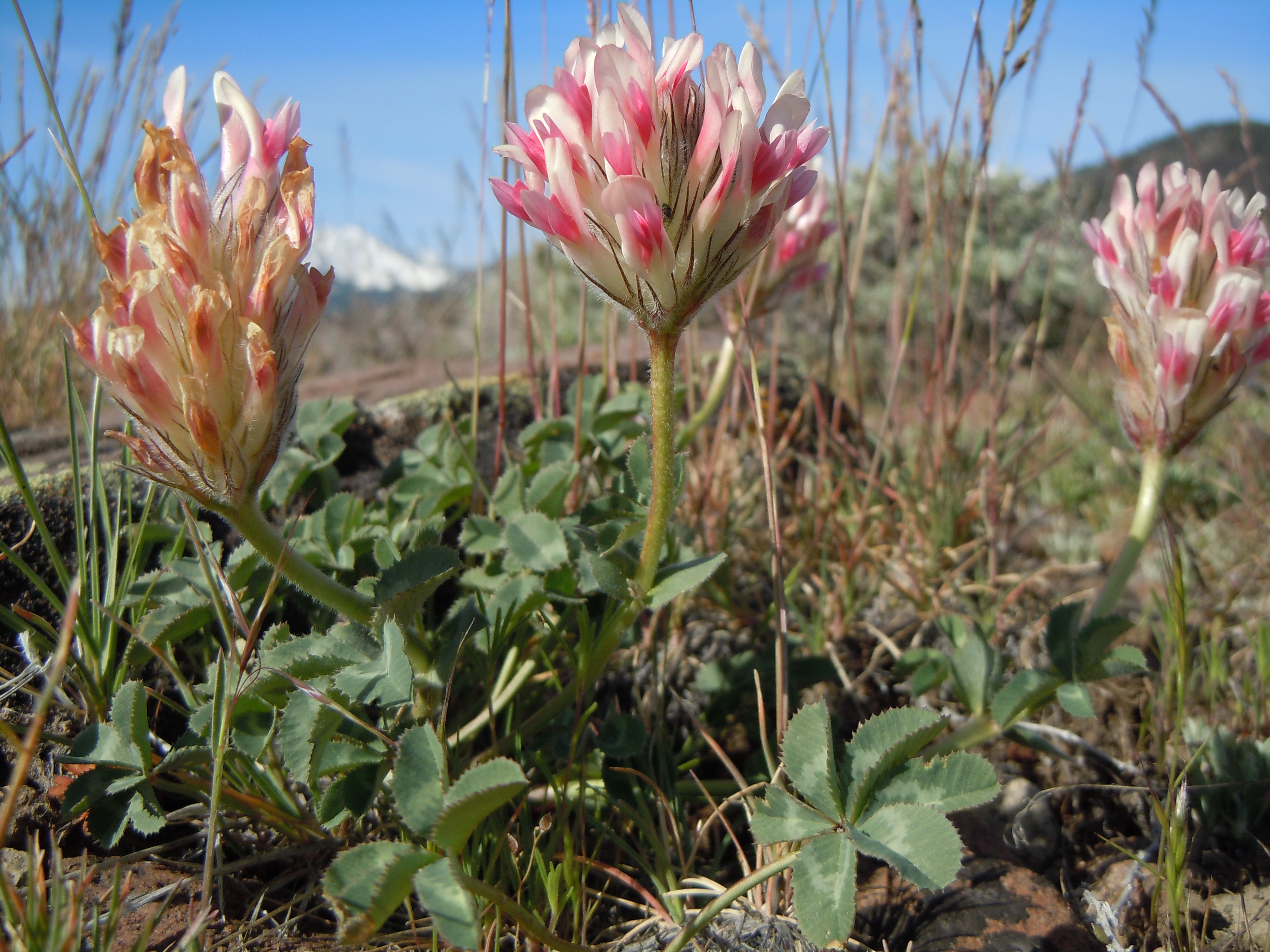
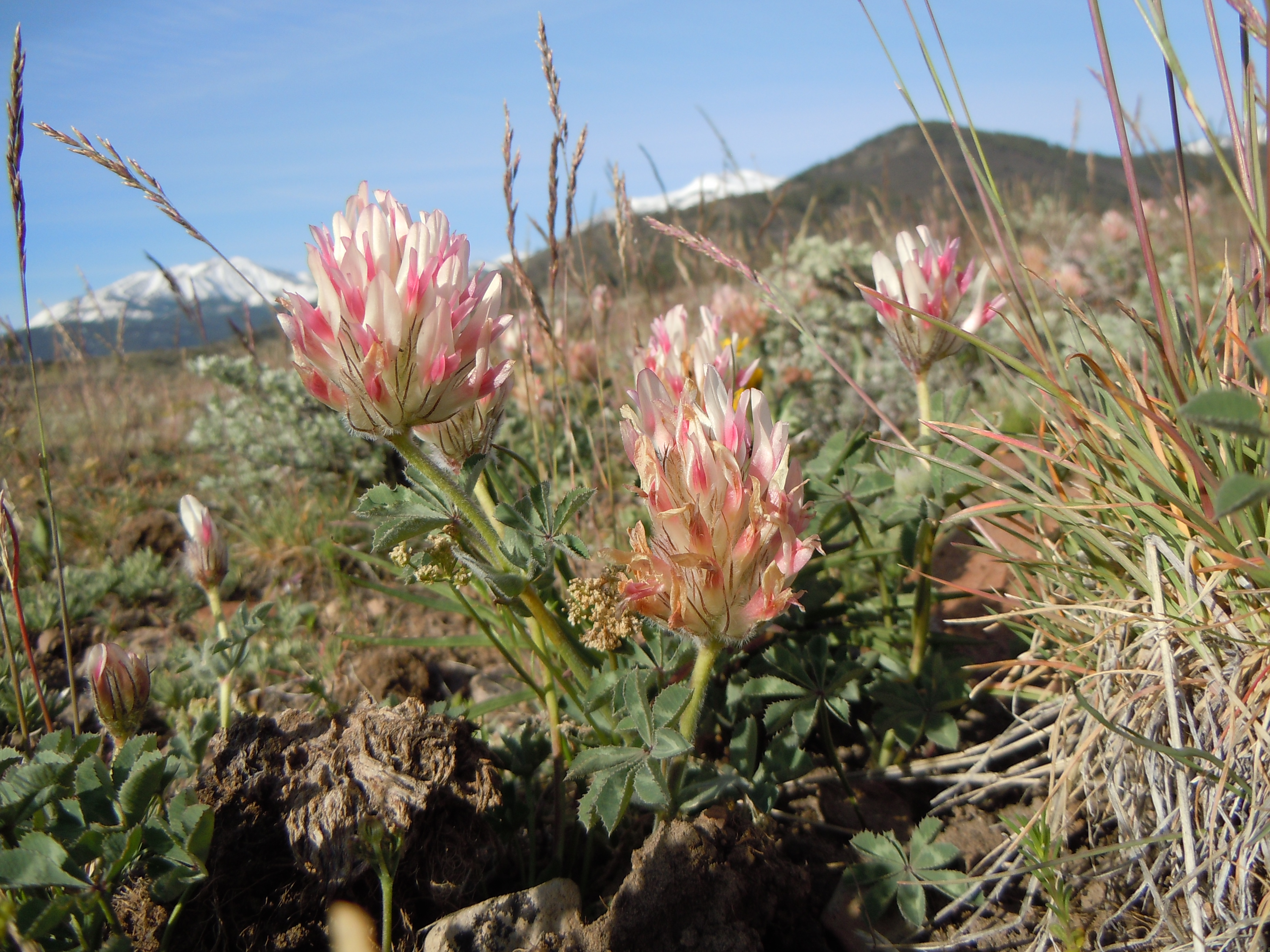